# 暮蟬悲鳴時 (動畫)
《寒蝉鸣泣之时》（日語：ひぐらしのなく頃に）是改编自日本同人社團07th Expansion同人遊戲的電視動畫系列。前两部電視動畫及三部OVA由STUDIO DEEN製作，而電視動畫《寒蝉鸣泣之时 业》和《寒蝉鸣泣之时 卒》由Passione製作。

## 概要
本作品為以昭和50年代（昭和58年, 1983年）之虛構村莊「雛見澤」（雛見沢）為舞台，並以該村之古老習俗為軸所引起的一連串連續死亡事件。作品中以平行次元輪迴的形式，來諷刺人類深層充滿罪惡的本性，並在結局中指出只有團結一心才可以克服。
本作改編的兩季電視動畫為故事正傳，OVA則分別是由原作者編寫的粉絲向作品，和為慶祝原作誕生十周年而原創的外傳故事。
電視動畫第一季標題為《暮蟬悲鳴時》（ひぐらしのなく頃に），2006年4月至9月於日本播放。本季以原作出題編的四部作品——鬼隱篇、綿流篇、祟殺篇、暇潰篇，以及解答編中的兩部作品——目明篇及罪滅篇作改編題材，全26集。按照龍騎士07的日記，望月智充曾參與鬼隱篇的系列構成工作，惟其後工作全部交由川瀨敏文負責。
第一季播出後大獲好評，官方於2006年正式宣佈製作後續劇情的第二季。第二季標題為《暮蟬悲鳴時解》（ひぐらしのなく頃に解）。2007年7月5日開始在日本放送。本季以解答編中的兩部作品——皆殺篇及祭囃篇作改編，另加入由龍騎士07作故事原案的原創故事——厄醒篇及第一季「罪滅篇」的後日談「重逢」，補充前作故事的部分內容和角色感情，全24集。
2007年9月18日，少女持斧殺父案——京田邊警官殺害事件引起日本國內一陣喧然，因而影響《暮蟬悲鳴時解》以及《School Days》等十四部動畫被歸類為15禁動畫，東海電視台與KBS京都更因此中止播放。
電視動畫第二季播完不久，官方宣佈繼續為本作進行動畫改編，其後決定以OVA的形式推出。OVA第一輯標題定為《暮蟬悲鳴時禮》（ひぐらしのなく頃に礼）。本季以PS2衍生作品《暮蟬悲鳴時祭》收錄的短篇——羞曬篇，以及同名原作的兩部作品——賽殺篇、晝壞篇作改編題材，全5集。本作分別推出DVD及Blu-ray兩種版本，惟Blu-ray版本於DVD發行一個月後才會上架。
之後，為了紀念寒蟬系列於2012年邁向十周年（從原作遊戲第一篇起計），官方在2011年7月21日起再度以OVA形式推出新作。OVA第二輯標題定為《暮蟬悲鳴時煌》（ひぐらしのなく頃に煌），全4集。本季除罰戀篇改編自原作遊戲外，其餘均為原創內容，將動漫常用題材套用於各個登場角色中。2013年8月15日，官方再特別聚集過往班底製作長篇OVA《寒蟬鳴泣之時擴～Outbreak～》（ひぐらしのなく頃に拡 〜アウトブレイク〜），改篇小說《寒蟬爆發》（ひぐらしアウトブレイク）中撇除懸疑和謎題原素，聚焦主角逃避災難的平行世界故事。
2020年，官方宣佈將製作新作電視動畫，標題不加入副題作識別，再度取名為《暮蟬悲鳴時》（ひぐらしのなく頃に）。負責人員除了音樂以外，亦隨著公司變更而近乎全部改動。原定2020年7月播出，受2019冠狀病毒病疫情对日本的影响，宣布延期到10月。及後第二集播出時，才顯示真正的标题为《暮蟬悲鳴時業》（ひぐらしのなく頃に業），並上演《解》篇之後的全新原創故事。2021年3月19日，官方宣佈動畫《暮蟬悲鳴時業》的解答編新作《暮蟬悲鳴時卒》（ひぐらしのなく頃に卒）於7月開始播放並陸續發佈新PV。

## 登場人物
- 參考資料：[11][12][13][14][15][16][5][17][18][19][20]
- 前原圭一：保志總一朗
- 龍宮蕾娜：中原麻衣
- 園崎魅音／園崎詩音：雪野五月
- 北條沙都子：金井美香
- 古手梨花：田村由香里
- 羽入：堀江由衣

## 主要製作人員
| 職位       | 無印                       | 解                         | 禮                         | 煌                                         | 擴                                        | 業卒                                                                               |          |
| ---------- | -------------------------- | -------------------------- | -------------------------- | ------------------------------------------ | ----------------------------------------- | ---------------------------------------------------------------------------------- | -------- |
| 原作       | 龍騎士07／07th Expansion   | 龍騎士07／07th Expansion   | 龍騎士07／07th Expansion   | 龍騎士07／07th Expansion                   | 龍騎士07／07th Expansion                  | 龍騎士07／07th Expansion                                                           |          |
| 企劃       | 及川武 川村明廣 湯淺明博   | 及川武 川村明廣 湯淺明博   |                            | 及川武 折井榮二 青木建彥                   |                                           | 難波秀行、菊池剛 工藤大丈、市原高明 辻政英、木下崇 北澤晉一郎、志倉千代丸 太田勝士 |          |
| 監督       | 今千秋                     | 今千秋                     | 川瀨敏文                   | 橘秀樹                                     | 川瀬敏文                                  | 川口敬一郎                                                                         |          |
| 系列構成   | 川瀨敏文                   | 川瀨敏文                   | 川瀨敏文                   | 川瀨敏文                                   | 川瀬敏文                                  | 久弥直树                                                                           | 久弥直树 |
| 角色設計   | 坂井久太                   | 坂井久太                   | 黑田和也                   | 阿部智之                                   | 坂井久太                                  | 渡邊明夫                                                                           |          |
| 總作畫監督 | 坂井久太                   | 坂井久太                   | 阿部智之                   | 阿部智之                                   | 森本浩文                                  | 渡邊明夫                                                                           |          |
| 製作設計   | 小坂知                     | 小坂知 岡戸智凱 西中康廣   | 小坂知                     |                                            | 石川洋一 岡戸智凱                         |                                                                                    |          |
| 美術監督   | 柴田千佳子                 | 柴田千佳子                 | 柴田千佳子                 | 柴田千佳子                                 | 柴田千佳子                                | 井上一宏                                                                           |          |
| 色彩設計   | 松本信司                   | 松本信司                   | 持田武                     | 持田武                                     | 川島瞳                                    | 小松亚理沙                                                                         |          |
| 攝影監督   | 森下成一 伏見真一          | 川口正幸                   | 森下成一                   | 下崎昭                                     | 下崎昭                                    | 户泽雄一朗                                                                         |          |
| 剪接       | 松村正宏                   | 松村正宏                   | 松村正宏                   | 松村正宏                                   | 松村正宏                                  | 丹彩子                                                                             |          |
| 音響監督   | 鄉田穗積                   | 鄉田穗積                   | 鄉田穗積                   | 鄉田穗積                                   | 鄉田穗積                                  | 森下广人                                                                           |          |
| 音樂       | 川井憲次                   | 川井憲次                   | 川井憲次                   | 川井憲次 菊谷知樹                          | 川井憲次                                  | 川井憲次                                                                           |          |
| 音樂製作人 | 吉川明                     | 吉川明                     | 吉川明                     | 吉川明 若林豪                              | 吉川明                                    | 丸山真琴                                                                           |          |
| 音樂製作   | Frontier Works             | Frontier Works             | Frontier Works             | Frontier Works                             | Frontier Works                            | Frontier Works                                                                     |          |
| 製作人     | 野村美加 大森啟幸 日向泰隆 | 野村美加 大森啓幸 岡村武真 | 野村美加 大森啓幸 岡村武真 | 野村美加 團野喜人 深尾聰志 長岡智 岡村武真 | 鈴木重人 深尾聰志 岡村武真                | 岡村武真 石上丈太郎 平田雄工 中村誠 金子广孝 下里悟 大和田智之                     |          |
| 動畫製作人 | 浦崎宣光                   | 飯嶋浩次                   | 松田桂一                   | 松田桂一                                   | 野邊伸樂                                  | 西藤和广                                                                           |          |
| 動畫製作   | STUDIO DEEN                | STUDIO DEEN                | STUDIO DEEN                | STUDIO DEEN                                | STUDIO DEEN                               | Passione                                                                           |          |
| 製作       | 暮蟬悲鳴時 製作委員會      | 暮蟬悲鳴時解 製作委員會    | 雛見澤御三家               | 暮蟬悲鳴時煌 製作委員會                    | 暮蟬悲鳴時 製作委員會／ Higurashi Project | 暮蟬悲鳴時 製作委員會                                                              |          |

## 主題曲
暮蟬悲鳴時（電視動畫第1季）
片頭曲「暮蟬悲鳴時」
作詞：島宮榮子，作曲：中澤伴行，編曲：中澤伴行、高瀬一矢，主唱：島宮榮子
片尾曲「why, or why not」
作詞：interface，作曲、編曲：大嶋啟之，主唱：片霧烈火
暮蟬悲鳴時解（電視動畫第2季）
片頭曲「奈落之花」
作詞：島宮榮子，作曲：中澤伴行，編曲：中澤伴行、尾崎武士，主唱：島宮榮子
第14集畫面新增羽入部份。
片尾曲
作詞：interface，作曲、編曲：inazawa，主唱：anNina（安娜貝爾×bermei.inazawa）
暮蟬悲鳴時禮（OVA第一輯）
片頭曲「Super scription of data」
作詞：島宮榮子，作曲、編曲：高瀬一矢，主唱：島宮榮子
片尾曲
作詞：interface，作曲、編曲：inazawa，主唱：anNina（安娜貝爾×bermei.inazawa）
暮蟬悲鳴時煌（OVA第二輯）
片頭曲「Happy! Lucky! Dochy!」
作詞：hotaru，作曲、編曲：前澤寛之，主唱：古手梨花（田村由香里）&北條沙都子（金井美香）&羽入（堀江由衣）
片尾曲（第1集）
作詞：YUMIKO，作曲：野中勇希，編曲：DY-T，主唱：龍宮禮奈（中原麻衣）
片尾曲（第2集）
作詞：YUMIKO，作曲：野中勇希，編曲：DY-T，主唱：古手梨花（田村由香里）&北條沙都子（金井美香）
片尾曲（第3集）
作詞：YUMIKO，作曲：野中勇希，編曲：DY-T，主唱：園崎魅音（雪野五月）&園崎詩音（雪野五月）
片尾曲（第4集）
作詞：YUMIKO，作曲：野中勇希，編曲：DY-T，主唱：羽入（堀江由衣）
插入曲（第2集）
作詞：こだまさおり，作曲：俊龍，編曲：Sizuk，主唱：古手梨花（田村由香里）&北條沙都子（金井美香）&羽入（堀江由衣）
暮蟬悲鳴時擴（OVA第三輯）
片尾曲「you -Visionen im Spiegel」
作詞：癒月，作曲：dai，編曲：Morrigan，主唱：癒月
寒蝉鸣泣之时业（新作第1季／原創動畫第3季）
片頭曲「I believe what you said」（第2集—第4集、第6集—第7集、第10集—第11集、第14集—第18集、第20集—第24集）
作词、作曲：志仓千代丸，编曲：悠木真一，主唱：亚咲花
第24集作為片尾曲使用。
片尾曲「暮蟬悲鳴時」（第1集）
作词：岛宫荣子，作曲：中泽伴行，编曲：中泽伴行、高濑一矢，主唱：岛宫荣子
第1集作為片尾曲使用。
片尾曲（第2集—第7集、第9集—第17集）
作词、作曲：志仓千代丸，编曲：Tak Miyazawa，主唱：彩音
片尾曲（第18集—第23集）
作詞、作曲：志倉千代丸，編曲：悠木真一，主唱：彩音
插入曲（第19集）
作詞：澪，作曲、編曲：鳥海剛史，主唱：古手梨花（田村由香里）、北條沙都子（金井美香）
暮蟬悲鳴時卒（新作第2季／原創動畫第4季）
片頭曲「Analogy」（第1集—第6集、第8集—第14集）
作詞：彩音，作曲：志倉千代丸，編曲：悠木真一，主唱：彩音
片尾曲「Missing Promise」（第1集—第9集、第11集—第14集）
作詞：hotaru，作曲、編曲：半田翼，主唱：鈴木このみ
片尾曲「you-卒業-」（第15集）
作詞：龍騎士07，作曲：dai，編曲：xaki，主唱：島宮榮子

## 劇集

### 劇集總覽
| 季數         | 集数 | 集数 | 首播日期      | 首播日期       |
| 季數         | 集数 | 集数 | 首映          | 季终           |
| ------------ | ---- | ---- | ------------- | -------------- |
| 寒蟬鳴泣之時 | 26   | 26   | 2006年4月4日  | 2006年9月26日  |
| 貓殺篇       | 1    | 1    | 2007年7月27日 | 2007年7月27日  |
| 解           | 24   | 24   | 2007年7月6日  | 2007年12月17日 |
| 禮           | 5    | 5    | 2009年2月25日 | 2009年8月21日  |
| 煌           | 4    | 4    | 2011年7月21日 | 2012年1月25日  |
| 擴           | 1    | 1    | 2013年8月15日 | 2013年8月15日  |
| 業           | 24   | 24   | 2020年10月1日 | 2021年3月19日  |
| 卒           | 15   | 15   | 2021年7月1日  | 2021年9月30日  |

### 劇集列表

#### 寒蟬鳴泣之時（第1季）
| 1 | 鬼隱篇 | 其之壹 開端 （）     | 川瀨敏文 | 今千秋        | 今千秋   | 本村晃一                      | 2006年4月5日  |
| 昭和58年6月——雛見澤，圭一隨父母搬遷與他的朋友兼社團成員，龍官蕾娜、園崎魅音、北條沙都子以及古手梨花一起度過了無數個快樂的時光。一天，蕾娜邀請圭一去「寶藏山」找尋藏在山裏的「寶物」。尋寶時，圭一遇到了來自東京的攝影師——富竹次郎並開玩笑說蕾娜可能在找之前被埋藏的屍體。富竹鈍了一下，表示「這是一件讓人不舒服的事件」後轉身離去。儘管他向蕾娜和魅音詢問，但還是得不出什麼所以然。後來，為了幫助蕾娜的圭一前往了垃圾山。蕾娜離開後，圭一發現了一本報道肢解謀殺案的舊雜誌確認了他的猜想。與其同時，蕾娜拿著柴刀往圭一所在的位置前進。 |        |                      |          |               |          |                               |               |
| 2 | 鬼隱篇 | 其之貳 隱情 （）     | 川瀨敏文 | 葛谷直行      | 關祐二   | 宗崎暢芳                      | 2006年4月12日 |
| 3 | 鬼隱篇 | 其の参 疑心 （）     | 川瀨敏文 | 今千秋        | 吉本毅   | 古谷田順久 ECHO  | 2006年4月19日 |
| 4 | 鬼隱篇 | 其之肆 歪 （）       | 川瀨敏文 | 關祐二        | 石川久一 | 原田峰文                      | 2006年4月26日 |
| 5 | 綿流篇 | 其之壹 嫉妒 （）     | 中瀨理香 | 名村英敏      | 孫承希   | 高橋敦子                      | 2006年5月3日  |
| 6 | 綿流篇 | 其之貳 鷹野 （）     | 中瀨理香 | 飯島正勝      | 關田修   | 安藤幹彦 能條理行             | 2006年5月10日 |
| 7 | 綿流篇 | 其之叄 謊言 （）     | 中瀨理香 | 渡邊浩        | 高山功   | 沼田誠也  ECHO   | 2006年5月17日 |
| 8 | 綿流篇 | 其之肆 願望 （）     | 中瀨理香 | 葛谷直行      | 開祐二   | 宗崎暢芳                      | 2006年5月24日 |
| 9 | 祟殺篇 | 其之壹 兄 （）       | 川瀨敏文 | 名村英敏      | 吉本毅   | 青木真理子 沼田誠也 ECHO      | 2006年5月31日 |
| 10 | 祟殺篇 | 其之貳 羈絆 （）     | 川瀨敏文 | 飯島正勝      | 石川久一 | 原田峰文                      | 2006年6月7日  |
| 11 | 祟殺篇 | 其之叄 境界 （）     | 川瀨敏文 | 伴山人        | 今千秋   | 高橋敦子                      | 2006年6月14日 |
| 12 | 祟殺篇 | 其之肆 失物 （）     | 川瀨敏文 | 葛谷直行      | 淺見松雄 | 安藤幹彥 能條理行             | 2006年6月21日 |
| 13 | 祟殺篇 | 其之伍 謝罪 （）     | 川瀨敏文 | 渡邊浩        | 上田茂   | 沼田誠也                      | 2006年6月28日 |
| 14 | 暇潰篇 | 其之壹 雛見澤 （）   | 川瀨敏文 | 原田峰文      | 開祐二   | 宗崎暢芳                      | 2006年7月5日  |
| 15 | 暇潰篇 | 其之貳 徵兆 （）     | 川瀨敏文 | 今千秋        | 吉本毅   | 青木真理子 沼田誠也           | 2006年7月12日 |
| 16 | 目明篇 | 其之壹 初戀 （）     | 中瀬理香 | 向後知一      | 石川久一 | 原田峰文                      | 2006年7月19日 |
| 17 | 目明篇 | 其之貳 了結 （）     | 中瀬理香 | 寺東克己      | 吉田俊司 | 高橋敦子                      | 2006年7月26日 |
| 18 | 目明篇 | 其之叄 鬼之血脈 （） | 中瀬理香 | 葛谷直行      | 淺見松雄 | 能條理行                      | 2006年8月2日  |
| 19 | 目明篇 | 其之肆 復仇 （）     | 中瀬理香 | 名村英敏      | 筑紫大介 | 沼田誠也                      | 2006年8月9日  |
| 20 | 目明篇 | 其之伍 冰冷的手 （） | 中瀬理香 | 飯島正勝      | 開祐二   | 宗崎暢芳                      | 2006年8月16日 |
| 21 | 目明篇 | 其之陸 斷罪 （）     | 中瀬理香 | 伴山人        | 捨居無人 | 沼田誠也                      | 2006年8月23日 |
| 22 | 罪滅篇 | 其之壹 幸福 （）     | 川瀬敏文 | 向後知一      | 辻太輔   | 原田峰文                      | 2006年8月30日 |
| 23 | 罪滅篇 | 其之貳 歸宿 （）     | 川瀬敏文 | 大上相馬      | 平向智子 | 藤井真澄 高橋敦子 沼田誠也    | 2006年9月6日  |
| 24 | 罪滅篇 | 其之叄 34號文書 （） | 川瀬敏文 | 飯島正勝      | 浅見松雄 | 能條理行                      | 2006年9月13日 |
| 25 | 罪滅篇 | 其之肆 地球侵略 （） | 川瀬敏文 | 開祐二 今千秋 | 開祐二   | 宗崎暢芳                      | 2006年9月20日 |
| 26 | 罪滅篇 | 其之伍 挽回 （）     | 川瀬敏文 | 今千秋        | 今千秋   | 沼田誠也                      | 2006年9月20日 |
| 27 | 貓殺篇 | 不適用               | 川瀬敏文 | 岩間明        | 吉田俊司 | 清水祐實                      | 2007年7月27日 |

##### 播放平台
日本深夜動畫：下文記載的日本国内播放時間使用日本標準時間（UTC+9）表示。因為部分時間标识會採用30小时制，因此請留意这类超过24:00的时间，其實際播放時間為翌日清晨。
| 播映地區 | 播映電視台   | 播映日期               | 播映時間（UTC+9）  | 備註     |
| -------- | ------------ | ---------------------- | ------------------ | -------- |
| 廣域廣播 | 關西電視台   | 2006年4月5日—9月27日   | 星期二 26:00—26:30 | 不適用   |
| 千葉縣   | 千葉電視台   | 2006年4月6日—9月28日   | 星期三 25:30—26:00 | 不適用   |
| 埼玉縣   | 埼玉電視台   | 2006年4月6日—9月28日   | 星期三 26:00—26:30 | 不適用   |
| 神奈川縣 | 神奈川電視台 | 2006年4月9日—10月1日   | 星期六 25:00—25:30 | 不適用   |
| 中京廣播 | 東海電視台   | 2006年5月5日—10月27日  | 星期五 27:27—27:57 | 不適用   |
| 日本全域 | AT-X         | 2006年5月27日—10月27日 | 星期六 13:30—14:00 | [ 註 1 ] |

#### 寒蟬鳴泣之時解（第二季）

##### 厄醒篇
此篇為動畫原創篇章。用來作為「罪滅篇」的延續，「皆殺篇」及「祭囃篇」的前篇概述，也是作者龍騎士07為了彌補細節而要求動畫組增加的。此篇是以發現了梨花近期有古怪行為的沙都子為視角。
| 1  | 不適用 | 重逢 （）                  | 川瀨敏文 | 伴山人   | 吉田俊司   | 森本浩文                   | 2007年7月6日   |
| 2  | 厄醒篇 | 其之壹 捉迷藏 （）         | 志茂文彥 | 今千秋   | 今千秋     | 森本浩文                   | 2007年7月13日  |
| 3  | 厄醒篇 | 其之貳 無力 （）           | 鈴木雅詞 | 福田道生 | 則座誠     | 小谷杏子 清水貴子 河野真貴 | 2007年7月20日  |
| 4  | 厄醒篇 | 其之叄 前定和諧 （）       | 中瀨理香 | 西茂團寬 | 筑紫大介   | 森本浩文                   | 2007年7月27日  |
| 5  | 厄醒篇 | 其之肆 雛見澤大災難 （）   | 川瀨敏文 | 伴山人   | 開祐二     | 原田峰文                   | 2007年8月3日   |
| 6  | 皆殺篇 | 其之壹 迷宮的法則 （）     | 志茂文彥 | 開木菜織 | 則座誠     | 服部憲知                   | 2007年8月10日  |
| 7  | 皆殺篇 | 其之貳 改變命運的方法 （） | 鈴木雅詞 | 阿部達也 | 小野田雄亮 | 中野彰子                   | 2007年8月17日  |
| 8  | 皆殺篇 | 其之叄 動搖 （）           | 志茂文彦 | 阿部達也 | 筑紫大介   | 森本浩文                   | 2007年8月24日  |
| 9  | 皆殺篇 | 其之肆 交涉 （）           | 鈴木雅詞 | 福田道生 | 則座誠     | 森本浩文 鈴木彩子          | 2007年8月31日  |
| 10 | 皆殺篇 | 其之伍 對決 （）           | 中瀨理香 | 篠原俊哉 | 吉田俊司   | 服部憲                     | 2007年9月7日   |
| 11 | 皆殺篇 | 其之陸 堅強的意志 （）     | 川瀨敏文 | 今千秋   | 岩永彰     | 小谷杏子                   | 2007年9月14日  |
| 12 | 皆殺篇 | 其之陸 雛見澤症候群 （）   | 川瀨敏文 | 今千秋   | 岩永彰     | 小谷杏子                   | 2007年9月25日  |
| 13 | 皆殺篇 | 其之捌 終末 （）           | 鈴木雅詞 | 古橋一浩 | 筑紫大介   | 松尾亞希子 清水貴子        | 2007年10月2日  |
| 14 | 祭囃篇 | 其之壹 三四 （）           | 川瀬敏文 | 伴山人   | 高山秀樹   | 服部憲知                   | 2007年10月9日  |
| 15 | 祭囃篇 | 其之貳 蠢動 （）           | 中瀨理香 | 岩永彰   | 岩永彰     | 清水祐實                   | 2007年10月16日 |
| 16 | 祭囃篇 | 其之叄 終結的起始 （）     | 中瀨理香 | 康村諒   | 小野田雄亮 | 原田峰文                   | 2007年10月23日 |
| 17 | 祭囃篇 | 其之肆 謀略 （）           | 鈴木雅詞 | 山本秀世 | 筑紫大介   | 鈴木彩子                   | 2007年10月30日 |
| 18 | 祭囃篇 | 其之伍 最後的棋子 （）     | 川瀬敏文 | 高本宣弘 | 開祐二     | 原田峰文 水川弘理 中野彰子 | 2007年11月6日  |
| 19 | 祭囃篇 | 其之陸 開幕 （）           | 志茂文彦 | 福田道生 | 今千秋     | 窪敏                       | 2007年11月13日 |
| 20 | 祭囃篇 | 其之柒 陷阱 （）           | 志茂文彦 | 伴山人   | 小野田雄亮 | 原田峰文                   | 2007年11月20日 |
| 21 | 祭囃篇 | 其之捌 48小時 （）         | 鈴木雅詞 | 岩永彰   | 關祐二     | 水川弘理                   | 2007年11月27日 |
| 22 | 祭囃篇 | 其之玖 攻防 （）           | 中瀨理香 | 阿部達也 | 松本佳久   | 窪敏                       | 2007年12月4日  |
| 23 | 祭囃篇 | 其之拾 血戰 （）           | 鈴木雅詞 | 寺東克己 | 元永慶太郎 | 水川弘理                   | 2007年12月11日 |
| 24 | 祭囃篇 | 其之拾壹 閉幕 （）         | 川瀬敏文 | 今千秋   | 今千秋     | 坂井久太 原田峰文          | 2007年12月11日 |

##### 播放平台
日本深夜動畫：下文記載的日本国内播放時間使用日本標準時間（UTC+9）表示。因為部分時間标识會採用30小时制，因此請留意这类超过24:00的时间，其實際播放時間為翌日清晨。
| 播映地區 | 播映電視台   | 播映日期               | 播映時間（UTC+9）  | 備註     |
| -------- | ------------ | ---------------------- | ------------------ | -------- |
| 中京廣播 | 東海電視台   | 2007年7月6日—9月14日   | 星期四 27:27—27:57 | [ 註 2 ] |
| 京都府   | KBS京都      | 2007年7月7日—12月22日  | 星期五 26:30—27:00 | 不適用   |
| 埼玉縣   | 埼玉電視台   | 2007年7月10日—12月2日  | 星期一 25:00—25:30 | [ 註 3 ] |
| 千葉縣   | 千葉電視台   | 2007年7月10日—12月18日 | 星期一 25:10—25:40 | 不適用   |
| 兵庫縣   | SUN電視台    | 2007年7月10日—12月18日 | 星期一 25:10—25:40 | 不適用   |
| 日本全域 | AT-X         | 2007年7月15日—12月23日 | 星期三 09:30—10:00 | [ 註 1 ] |
| 神奈川縣 | 神奈川電視台 | 2007年7月11日—12月18日 | 星期六 25:30—26:00 | 不適用   |

| 串流開始日   | 串流時間   | 串流平台                                |
| ------------ | ---------- | --------------------------------------- |
| 2007年8月1日 | 星期三更新 | animate Times TV  萬代頻道 |

#### 暮蟬悲鳴時禮（OVA第一輯）
| File 01 | 羞曬篇 | 不適用      | 川瀨敏文 | 川瀨敏文 | 吉田俊司 | 宮川智恵子 村上真紀 岡部智凱 （機械） | 2009年2月25日 |
| File 02 | 賽殺篇 | 其之壹 （） | 川瀨敏文 | 川瀨敏文 |          | 阿部智之                              | 2009年3月25日 |
| File 03 | 賽殺篇 | 其之貳 （） | 川瀨敏文 | 川瀨敏文 | 吉田俊司 | 村上真紀 松尾亞希子                   | 2009年5月22日 |
| File 04 | 賽殺篇 | 其之叄 （） | 川瀨敏文 | 川瀨敏文 |          | 八尋裕子                              | 2009年6月24日 |
| File 05 | 晝壞篇 | 不適用      | 川瀨敏文 | 齋藤哲人 | 吉田俊司 | 松尾亞希子 村上真紀                   | 2009年8月21日 |

#### 暮蟬悲鳴時煌（OVA第二輯）
| file.01 | 罰戀篇 -喜- | 川瀨敏文 | 橘秀樹   | 加藤敏幸 | 富岡寬 松尾亞希子          | 2011年7月21日  |
| file.02 | 妖戰篇 -努- | 志茂文彥 | 園田雅裕 | 加藤敏幸 | 阿部智之                   | 2011年9月22日  |
| file.03 | 結緣篇 -愛- | 川瀬敏文 | 加藤敏幸 | 加藤敏幸 | 富岡寬                     | 2011年11月23日 |
| file.04 | 夢現篇 -樂- | 志茂文彥 | 橘秀樹   | 加藤敏幸 | 橘秀樹 松尾亞希子 阿部智之 | 2011年11月23日 |

#### 寒蟬鳴泣之時擴～Outbreak～（OVA第三輯）
| 集數 | 標題                       | 劇本     | 分鏡     | 演出     | 作畫監督                                                          | 總作畫監督 | 發售日        |
| ---- | -------------------------- | -------- | -------- | -------- | ----------------------------------------------------------------- | ---------- | ------------- |
| 1    | 寒蟬鳴泣之時擴～Outbreak～ | 川瀬敏文 | 川瀬敏文 | 竹下健一 | 作畫監督 ：松尾亞紀子、金順潤 L5作畫監督 ：西岡忍 道具作畫監督 ： | 森本浩文   | 2013年8月15日 |

#### 寒蝉鸣泣之时业（第3季）
| 1  | 鬼騙篇 | 其之一 （） | 林直樹     | 川口敬一郎 | 三瓶聖            | 岩崎泰介 | 渡邊明夫                                                   | 2020年10月1日  |
| 2  | 鬼騙篇 | 其之二 （） | 林直樹     | 川口敬一郎 | 中村近世          | 田守優希 島崎望 成松義人 服部憲知 五十子忍 清水麻美                                                           | 渡邊明夫 岩崎泰介 水上 植田和幸                            | 2020年10月8日  |
| 3  | 鬼騙篇 | 其之三 （） | 林直樹     | 川口敬一郎 | 龍輪直征          | 海堂浩幸 小林史緒里 佐佐木洋也 伊集院石燈籠 石原惠治                                             | 渡邊明夫 岩崎泰介                                          | 2020年10月15日 |
| 4  | 鬼騙篇 | 其之四 （） | 林直樹     | 川口敬一郎 | 浅利藤彰          | 柳澤正秀 | 渡邊明夫 岩崎泰介                                          | 2020年10月22日 |
| 5  | 綿騙篇 | 其之一 （） | 川口敬一郎 | 杉島邦久   | 浅利藤彰          | 阪本麻衣 佐藤裕子 中尾高之 金城優 築山翔太 金正宇 朴順玉                                                      | 渡邊明夫 岩崎泰介 近藤源一郎 水上 伊集院 森川侑紀 日向晴香 | 2020年10月29日 |
| 6  | 綿騙篇 | 其之二 （） | 川口敬一郎 | 石黑達也   |                   | 森川侑紀 細田沙織 阪本麻衣 石原惠治 中尾高之 阿部可奈子 染谷友梨花                                            | 渡邊明夫 岩崎泰介 森川侑紀                                 | 2020年11月5日  |
| 7  | 綿騙篇 | 其之三 （） | 川口敬一郎 | 佐野隆史   | 中村近世          | 田守優希 島崎望 成松義人 服部憲知 柳孝相                                                                      | 渡邊明夫 岩崎泰介 水上                                     | 2020年11月12日 |
| 8  | 綿騙篇 | 其之四 （） | 川口敬一郎 | 佐野隆史   | 池端隆史          | 近藤源一郎 阿部可奈子 阪本麻衣 KIM JW KIM S Jeno JM                                                           | 渡邊明夫 近藤源一郎 柳澤正秀                               | 2020年11月19日 |
| 9  | 祟騙篇 | 其之一 （） | 林直樹     | 高橋丈夫   | 後藤康德          | 日向睛香 滿若 村松尚雄 岩田幸子 阿部可奈子 染谷友梨花 Nyki Ikyn 王悅春 王其琪 郭婷                            | 渡邊明夫 近藤源一郎 柳澤正秀                               | 2020年11月26日 |
| 10 | 祟騙篇 | 其之二 （） | 林直樹     | 三瓶聖     | 中村近世 間島崇寛 | 鷲田敏彌 田守優希 門智昭 飯飼一幸 柳孝相 星月動畫                                                             | 渡邊明夫 岩崎泰介 水上 森川侑紀                            | 2020年12月3日  |
| 11 | 祟騙篇 | 其之三 （） | 林直樹     | 高橋丈夫   |                   | 阿部可奈子 染谷友梨花 Niki Ikyn 七靈石                                                                        | 渡邊明夫 岩崎泰介 水上 森川侑紀                            | 2020年12月10日 |
| 12 | 祟騙篇 | 其之四 （） | 林直樹     | 高橋成世   | 後藤康德          | 佐藤敏明 佐藤祐子 佐佐木洋也 吉田潤 胡陽樹 龜田朋幸 Won MN Seo SY 阪本麻衣 竹谷徹平                           | 渡邊明夫 岩崎泰介 柳澤正秀 橋本英樹                        | 2020年12月17日 |
| 13 | 祟騙篇 | 其之五 （） | 林直樹     | 高橋丈夫   | 浅利藤彰          | 海堂 小林史緒里 石原恵治 佐佐木洋也 高橋龜彌 鳥山冬美 中熊太一 森友宏樹 白井英治 中村優作 阪本麻衣 阿部可奈子 | 渡邊明夫 岩崎泰介 日向睛香 橋本英樹 森川侑紀 近藤源一郎    | 2020年12月24日 |
| 14 | 貓騙篇 | 其之一 （） | 林直樹     | 石黑達也   | 青柳宏宜          | 細田沙織 滿若 王悅春 Cho.W.H Jeon.J.M Ju.H.N                                                                  | 渡邊明夫 岩崎泰介 近藤源一郎 古川英樹 森川侑紀             | 2021年1月8日   |
| 15 | 貓騙篇 | 其之二 （） | 林直樹     | 石黑達也   | 中村近世 間島崇寛 | 鷲田敏彌 田守優希 星月動畫                                                                                    | 渡邊明夫 岩崎泰介 水上 森川侑紀                            | 2021年1月15日  |
| 16 | 貓騙篇 | 其之三 （） | 林直樹     | 佐野隆史   | 臼井貴彥          | 小島 米田雄哉                                                                                                 | 古川英樹                                                   | 2021年1月22日  |
| 17 | 貓騙篇 | 其之四 （） | 林直樹     | 佐野隆史   | 後藤康徳          | 佐藤敏明 築山翔太 竹谷徹平 中熊太一 UEC                                                                       | 渡邊明夫 岩崎泰介 柳澤正秀 橋本英樹 森川侑紀 古川英樹      | 2021年1月29日  |
| 18 | 鄉壞篇 | 其之一 （） | 林直樹     | 島津裕之   | 龍輪直征          | 佐藤裕子 植竹康彥 王悅春 中熊太一 細田沙織 石原惠治                                                           | 渡邊明夫 岩崎泰介 近藤源一郎 水上 日向晴香                 | 2021年2月5日   |
| 19 | 鄉壞篇 | 其之二 （） | 林直樹     | 川口敬一郎 | 間島崇寛          | 高橋和德 陣內美帆 村松尚雄 小川玖理周 日向晴香 中熊太一 井上 阿部可奈子 竹谷徹平                              | 渡邊明夫 岩崎泰介 柳澤正秀                                 | 2021年2月12日  |
| 20 | 鄉壞篇 | 其之三 （） | 林直樹     | 川口敬一郎 | 淺利藤彰          | 井上貴騎 海堂 石原恵治 小林史緒里 佐藤祐子 阿部可奈子 王悅春 中熊太一 阪本麻衣                                | 渡邊明夫 岩崎泰介 水上 森川侑紀 日向晴香                   | 2021年2月19日  |
| 21 | 鄉壞篇 | 其之四 （） | 林直樹     | 高橋成世   | 平向智子          | 辻村步 宮崎里美                                                                                               | 渡邊明夫 岩崎泰介                                          | 2021年2月26日  |
| 22 | 鄉壞篇 | 其之五 （） | 林直樹     | 高橋丈夫   | 北村充基          | 佐藤敏明 吉田潤                                                                                               | 渡邊明夫 岩崎泰介 伊集院 森川侑紀                          | 2021年3月5日   |
| 23 | 鄉壞篇 | 其之六 （） | 林直樹     | 島津裕之   | 所俊克            | 鷲田敏彌 田守優希 田之上慎 服部憲治 島崎望 佐藤敏明 中熊太一                                                  | 渡邊明夫 日向晴香 森川侑紀 古川英樹                        | 2021年3月12日  |
| 24 | 鄉壞篇 | 其之七 （） | 林直樹     | 高橋成世   | 嵯峨敏            | 小林史緒里 海堂 石原恵治 佐佐木洋也 細田沙織 岩田幸子 能條理行                                                | 渡邊明夫 岩崎泰介 水上 近藤源一郎 日向晴香                 | 2021年3月19日  |

##### 播放平台
日本深夜動畫：下文記載的日本国内播放時間使用日本標準時間（UTC+9）表示。因為部分時間标识會採用30小时制，因此請留意这类超过24:00的时间，其實際播放時間為翌日清晨。
| 播映地區 | 播映電視台 | 播映日期               | 播映時間（UTC+9）  | 備註     |
| -------- | ---------- | ---------------------- | ------------------ | -------- |
| 東京都   | TOKYO MX   | 2020年10月1日—12月24日 | 星期四 23:00—24:00 | [ 註 4 ] |
| 日本全域 | BS11       | 2020年10月1日—12月24日 | 星期四 23:00—24:00 | [ 註 5 ] |
| 兵庫縣   | SUN電視台  | 2020年10月2日—12月25日 | 星期四 24:30—25:00 | 不適用   |
| 日本全域 | AT-X       | 2020年10月3日—12月26日 | 星期五 24:00—24:30 | [ 註 1 ] |

| 播映地區 | 播映平台 | 播映日期               | 播映時間              | 備註   |
| -------- | -------- | ---------------------- | --------------------- | ------ |
| 台灣     | YouTube  | 2020年10月1日—12月24日 | 星期四 23:30（UTC+8） | [ 29 ] |
| 澳門     | YouTube  | 2020年10月1日—12月24日 | 星期四 23:30（UTC+8） | [ 29 ] |
| 香港     | YouTube  | 2020年10月1日—12月24日 | 星期四 23:30（UTC+8） | [ 29 ] |

| 播映地區 | 播映電視台 | 播映日期             | 播映時間（UTC+9）  | 備註     |
| -------- | ---------- | -------------------- | ------------------ | -------- |
| 東京都   | TOKYO MX   | 2021年1月8日—3月19日 | 星期四 24:30—25:00 | [ 註 4 ] |
| 日本全域 | BS11       | 2021年1月8日—3月19日 | 星期四 24:30—25:00 | [ 註 5 ] |
| 兵庫縣   | SUN電視台  | 2021年1月8日—3月19日 | 星期四 25:30—26:00 | 不適用   |
| 日本全域 | AT-X       | 2021年1月8日—3月19日 | 星期五 22:30—23:00 | [ 註 1 ] |

| 播映地區 | 播映平台 | 播映日期             | 播映時間              | 備註   |
| -------- | -------- | -------------------- | --------------------- | ------ |
| 台灣     | YouTube  | 2020年1月8日—3月19日 | 星期四 24:30（UTC+8） | [ 30 ] |
| 澳門     | YouTube  | 2020年1月8日—3月19日 | 星期四 24:30（UTC+8） | [ 30 ] |
| 香港     | YouTube  | 2020年1月8日—3月19日 | 星期四 24:30（UTC+8） | [ 30 ] |

#### 寒蝉鸣泣之时卒（第4季）
在《寒蝉鸣泣之时業》最終集播出後宣布《寒蝉鸣泣之时卒》將在2021年7月播出，並發表PV。
- 所有集數劇本皆由林直樹負責。

| 1  | 鬼明篇 | 其之一 （） | 三瓶聖     | 三瓶聖            | 近藤源一郎 橋本英樹 井上貴騎 石原惠治 海堂ひろゆき 櫻井正明 畠山佳苗 出雲譽明       | 渡邊明夫 岩崎泰介                                                                                  | 2021年7月1日  |
| 2  | 鬼明篇 | 其之二 （） | 森本育郎   | 由井翠            | LAZZ 阿部可奈子 山根 Nyki Ikyn 岩崎泰介 日向晴香 出雲譽明 水上 今井雅美             | 岩崎泰介 日向晴香 出雲譽明 水上 今井雅美                                                           | 2021年7月1日  |
| 2  | 鬼明篇 | 其之三 （） | 高橋丈夫   | 北村充基 青柳宏宜 | 辻村步 河本零王 海堂 小林史緒里 佐藤好 中熊太一                                     | 渡邊明夫 岩崎泰介 森川侑紀                                                                         | 2021年7月8日  |
| 4  | 綿明篇 | 其之一 （） | 高橋成世   | 龍輪直征          | 海堂 小林史緒里 中熊太一 細田沙織 佐藤好 佐佐木洋也 前田義宏 吳耀 雨宮英雄 山崎梨樂 | 渡邊明夫 岩崎泰介 水上 櫻井正明 武本大介 森川侑紀                                                  | 2021年7月15日 |
| 5  | 綿明篇 | 其之二 （） | 佐野隆史   | 所俊克            | 鷲田敏彌 田守優希 村田陽祐 小林史緒里 細田沙織 佐藤好                               | 渡邊明夫 岩崎泰介 水上 櫻井正明 武本大介 森川侑紀                                                  | 2021年7月22日 |
| 6  | 綿明篇 | 其之三 （） | 高橋丈夫   | 石黑達也          | 日根野優子 村田陽祐 佐藤好                                                          | 渡邊明夫 岩崎泰介 古川英樹                                                                         | 2021年7月29日 |
| 7  | 祟明篇 | 其之一 （） | 佐野隆史   | 淺利藤彰          | 海堂 小林史緒里 佐佐木洋也 佐藤好 細田沙織 石原惠治 鳥山冬美 中熊太一 降籏秀吉      | 櫻井正明 日向晴香 畠山佳苗 吉田龍一郎                                                              | 2021年8月5日  |
| 8  | 祟明篇 | 其之二 （） | 島津裕行   | 嵯峨敏            | 村田陽祐 井上貴騎 中熊太一 細田沙織 清水博幸 前田義宏 松村康功 海堂                 | 岩崎泰介 近藤源一郎 武本大介 吉田龍一郎 畠山佳苗 櫻井正明                                          | 2021年8月12日 |
| 9  | 祟明篇 | 其之三 （） | 島津裕行   | 由井翠            | LAZZ 紺野                                                                           | 渡邊明夫 早坂皐月 水上ろんど 近藤源一郎                                                            | 2021年8月19日 |
| 10 | 祟明篇 | 其之四 （） | 高橋丈夫   | 淺利藤彰          | 細田沙織 佐藤好 海堂 小林史緒里                                                     | 渡邊明夫 岩崎泰介 吉田龍一郎 櫻井正明 水上 石原惠治                                                | 2021年8月26日 |
| 11 | 祟明篇 | 其之五 （） | 森本育郎   | 後藤康德          | 海堂 佐佐木洋也 中熊太一                                                            | 渡邊明夫 岩崎泰介 水上 出雲譽明 近藤源一郎 武本大介 畠山佳苗 日向晴香                              | 2021年9月2日  |
| 12 | 神樂篇 | 其之一 （） | 石黑達也   | 青柳宏宜          | 鷲田敏彌 田守優希 星月動畫                                                          | 渡邊明夫 岩崎泰介 日向晴香 石原惠治 吉田龍一郎                                                     | 2021年9月9日  |
| 13 | 神樂篇 | 其之二 （） | 高橋成世   | 嵯峨敏            | 海堂 小林史緒里 佐佐木洋也 佐藤好 中熊太一 細田沙織 LAZZ 紺野 野道佳代              | 渡邊明夫 岩崎泰介 石原惠治 近藤源一郎 櫻井正明 武本大介 畠山佳苗 早坂皐月 日向晴香 水上 吉田龍一郎 | 2021年9月16日 |
| 14 | 神樂篇 | 其之三 （） | 高橋丈夫   | 三瓶聖 池端隆史   | 佐佐木一浩 鶴田愛 金城優                                                            | 渡邊明夫 岩崎泰介 石原惠治 近藤源一郎 武本大介 早坂皐月 水上 吉田龍一郎 出雲譽明 小林史緒里        | 2021年9月23日 |
| 15 | 神樂篇 | 其之四 （） | 川口敬一郎 | 池端隆史          | 小橋陽介 小林史緒里 出雲譽明                                                        | 渡邊明夫 岩崎泰介 水上 川島勝 日向晴香 近藤源一郎 石原惠治 植田和幸 早坂皐月 吉田龍一郎            | 2021年9月30日 |

##### 播放平台
日本深夜動畫：下文記載的日本国内播放時間使用日本標準時間（UTC+9）表示。因為部分時間标识會採用30小时制，因此請留意这类超过24:00的时间，其實際播放時間為翌日清晨。
| 播映地區               | 播映電視台 | 播映日期             | 播映時間（UTC+9）  | 備註     |
| ---------------------- | ---------- | -------------------- | ------------------ | -------- |
| 東京都                 | TOKYO MX   | 2021年7月1日—9月30日 | 星期四 23:00—24:00 | [ 註 4 ] |
| 日本全域               | BS11       | 2021年7月1日—9月30日 | 星期四 23:00—24:00 | [ 註 5 ] |
| 兵庫縣                 | SUN電視台  | 2020年7月2日—10月1日 | 星期四 24:30—25:00 | 不適用   |
| 日本全域               | AT-X       | 2020年7月2日—10月1日 | 星期五 21:30—22:00 | [ 註 1 ] |
| 第1集、第2集連續放送。 |            |                      |                    |          |

| 播映地區 | 播映平台 | 播映日期             | 播映時間              | 備註   |
| -------- | -------- | -------------------- | --------------------- | ------ |
| 台灣     | YouTube  | 2021年7月1日—9月30日 | 星期四 23:30（UTC+8） | [ 35 ] |
| 澳門     | YouTube  | 2021年7月1日—9月30日 | 星期四 23:30（UTC+8） | [ 35 ] |
| 香港     | YouTube  | 2021年7月1日—9月30日 | 星期四 23:30（UTC+8） | [ 35 ] |

## 外部連結
- 動畫《暮蟬悲鳴時》《暮蟬悲鳴時解》《暮蟬悲鳴時禮》官方網站 （页面存档备份，存于）（日語）
  - 電視動畫《暮蟬悲鳴時》首頁 （页面存档备份，存于）（日語）
  - 暮蟬解：電視動畫《暮蟬悲鳴時解》官方網站 （页面存档备份，存于）（日語）
  - 暮蟬禮：OVA《暮蟬悲鳴時禮》官方網站 （页面存档备份，存于）（日語）
  - 暮蟬煌：《暮蟬》10周年記念企畫　OVA《暮蟬悲鳴時煌》官方網站 （页面存档备份，存于）（日語）
- 電視動畫《暮蟬悲鳴時業・卒》官方網站 （页面存档备份，存于）（日語）
- 電視動畫《暮蟬悲鳴時業・卒》官方的X（前Twitter）